# بزنوید
۳۲°۵۳′۵۴″ شمالی ۴۹°۳۸′۳۰″ شرقی / ۳۲٫۸۹۸۳۳°شمالی ۴۹٫۶۴۱۶۷°شرقی
{{جعبه اطلاعات روستای ایران
|نام رسمی=بَزنَوید
|عرض جغرافیایی =33.
|طول جغرافیایی =49.629679
|تصویر=Baznavid.jpg
|اندازه تصویر= 400
|توضیح تصویر= شالیزارهای بزنوید
|استان=لرستان
|شهرستان=الیگودرز
|بخش=زلقی
|دهستان=
|نام بومی=
|نام دیکر=
|نام قدیمی=
|تاریخ بنیان‌گذاری=
|جمعیت =
|رشد جمعیت=
|تراکم‌جمعیت=
|مساحت=
|ارتفاع= 1460 م

## زبان
مردم این منطقه به زبان لری بختیاری  سخن می‌رانند.